# AfD Sachsen-Anhalt
Die AfD Sachsen-Anhalt ist der Landesverband der rechtspopulistischen und rechtsextremen Partei Alternative für Deutschland (AfD) im Land Sachsen-Anhalt. Der Landesverband wird vom Bundestagsabgeordneten Martin Reichardt als Landesvorsitzenden geführt. Mit André Poggenburg als Spitzenkandidaten trat die AfD Sachsen-Anhalt im Jahr 2016 erstmals zu einer Landtagswahl an und stellte anschließend die zweitstärkste Fraktion im siebenten Landtag von Sachsen-Anhalt.
Das Landesamt für Verfassungsschutz in Sachsen-Anhalt stufte den Landesverband im Januar 2021 als rechtsextremen Verdachtsfall ein, im November 2023 schließlich als „gesichert rechtsextremistische Bestrebung“.

## Geschichte
Der AfD-Landesverband Sachsen-Anhalt wurde im April 2013 gegründet. Erster Landesvorsitzender wurde Michael Heendorf, der bereits im Dezember wieder zurücktrat. Heendorf war zuvor Stadtratsmitglied für PDS und CDU. Zum neuen Landesvorsitzenden wurde auf einem Parteitag am 21. Dezember Arndt Klapproth aus Dessau-Roßlau gewählt. Klapproth trat bereits im März 2014 zurück, nachdem ihm vorgeworfen wurde, entgegen der Parteisatzung Mitglieder aufgenommen zu haben, Gelder aus der Parteikasse entwendet zu haben und nicht in der Lage zu sein, Wahlkämpfe vorzubereiten. Er wies alle Vorwürfe zurück. Eine unter den Kreisvorsitzenden initiierte Vertrauensabstimmung hatte er verloren. Der Vorsitz wurde übergangsweise durch Tobias Rausch übernommen. Im Juni 2014 wurde André Poggenburg zum Landesvorsitzenden gewählt.
Im Mai 2014 konnte die AfD bei den Kommunalwahlen mit einem landesweiten Ergebnis von 2,3 Prozent der Stimmen insgesamt 16 Sitze auf Kreisebene und weitere 34 Sitze in den Gemeinden und Ortschaften besetzen. Vor der Stadtratswahl in Magdeburg wurde bekannt, dass acht AfD-Kandidaten wegen Nötigung, Bedrohung sowie Körperverletzung aufgefallen waren und sich der Magdeburger AfD-Kreisvorsitzende als Pornodarsteller betätigt hatte.
Im Sommer 2015 kam es im Rahmen eines Machtkampfes in der Gesamtpartei und schließlich der Abspaltung der Allianz für Fortschritt und Aufbruch um Bernd Lucke auch in der AfD Sachsen-Anhalt verstärkt zu Austritten, darunter zahlreiche kommunale Mandatsträger und Funktionäre der Kreis- und Landesebene. Aufgrund „fehlende[r] Distanzierung gegenüber Rechtsextremisten“ forderte der Vorsitzende des Kreisverbands Harz, Michael Möller, den Rücktritt des Landesvorsitzenden André Poggenburg. Möller verließ die Partei später.
Die AfD Sachsen-Anhalt führte Ende 2015 wie einige andere AfD-Landesverbände Demonstrationen gegen Flüchtlinge beziehungsweise die Flüchtlingspolitik der Bundesregierung durch. Größere Demonstrationen fanden jeweils in Magdeburg und Halle statt, an denen in Magdeburg im Oktober rund 2000 und im Dezember noch circa 750 Personen teilnahmen, in Halle rund 500. Dabei kam es auch zu Übergriffen von Teilnehmern dieser AfD-Demonstrationen auf Journalisten.
Im Vorfeld der Landtagswahl 2016 wurde Landesvorsitzender André Poggenburg mit 88 Prozent der Stimmen zum Spitzenkandidaten gewählt. Bei den Wahlen wurde die AfD Sachsen-Anhalt mit einem Zweitstimmenanteil von 24,3 % zweitstärkste Partei und erreichte 25 Landtagssitze. Zunächst waren der Partei aufgrund einer falschen Zuordnung von Wahlzetteln nur 24 Sitze zugeteilt worden.
Im Mai 2016 wurde AfD-Landesschatzmeister Alexander Raue wegen fehlender Unterlagen die Entlastung durch den Landesparteitag verweigert. Seine Nachfolgerin Yvonne Sturm – AfD-Kreisvorsitzende Harz und Mitarbeiterin der AfD-Landtagsfraktion – legte bereits nach einem Monat das Amt als Landesschatzmeisterin wegen Arbeitsbelastung, möglicher Interessenkonflikte sowie unprofessioneller Arbeitsweise des AfD-Landesvorstandes nieder.

## Politik
In Sachsen-Anhalt positioniere sich die AfD „rechts der CDU“, urteilte der Politikwissenschaftler Roger Stöcker 2016. Innerhalb der AfD sei der Landesverband demnach rechts zu positionieren. Die AfD Sachsen-Anhalt formulierte ihre konkreteren politischen Forderungen in ihrem Wahlprogramm zur Landtagswahl 2016.
Es gehe der AfD „vor allem auch um Deutungshoheit“, schrieb der Spiegel über die politische Ausrichtung der Landespartei. „Eine einseitige Konzentration auf zwölf Unglücksjahre unserer Geschichte verstellt den Blick auf Jahrhunderte, in denen eine einzigartige Substanz an Kultur und staatlicher Ordnung aufgebaut wurde“, steht in der Präambel des Wahlprogrammes. Ähnlich habe sich Björn Höcke (AfD Thüringen) schon oft geäußert, ordnete der Spiegel ein.
Laut David Begrich, Extremismusexperte beim Verein Miteinander, steht die AfD Sachsen-Anhalt der rechtsextremen „Identitären Bewegung“ nahe: „Der Flügel, der hier Sachsen-Anhalt dominiert, das ist der völkisch nationalistische rechte Flügel der Partei. Dieser vertritt ganz offen die Inhalte, die auch von den Identitären vertreten werden.“
Die Partei wehrt sich „gegen lebensfremde Gesellschaftsexperimente, die den Wandel der Geschlechterrollen manipulieren und einen neuen, geschlechtsneutralen Menschen erschaffen wollen.“ Die AfD meint damit Ansätze zum Gender-Mainstreaming, das eine Gleichstellung und Gleichbehandlung Aller, unabhängig von ihrem körperlichen oder sozialen Geschlecht zum Ziel hat. So lehnt die AfD auch „eine vollumfängliche rechtliche Gleichstellung der Ehe mit der eingetragenen Lebenspartnerschaft, die sog. „Homo-Ehe“, […] strikt ab.“
Des Weiteren fordert die Partei, die allgemeine Schulpflicht abzuschaffen und es Eltern zu erlauben, ihre Kinder wahlweise zu Hause zu unterrichten (Home schooling). Dabei müsse nur gewährleistet sein, dass die Kinder allgemeine Prüfungen ablegten.
Kommunen „mit besonderen Kriminalitätsbrennpunkten“ sollen nach dem Willen der AfD das Recht erhalten, eine „freiwillige Bürgerwehr auf kommunaler Ebene einzuführen.“ Ihre Angehörigen sollen eine „Hilfspolizei“ bilden und mit einer steuerfreien Übungsleiterpauschale, abgegolten werden.
Im April 2016 forderte der Landesvorstand der AfD Sachsen-Anhalt in einem Antrag an den Bundesparteitag die Lockerung des Waffengesetzes. Der Kleine Waffenschein solle abgeschafft werden und Waffenscheine häufiger erteilt werden.

## Kontroversen

### Kontakte zu Rechtsextremisten
AfD-Landesvorsitzender Poggenburg nahm 2015 in Tröglitz an einer Podiumsdiskussion des Magazins Compact teil. Diskussionspartner waren auch Rechtsextremisten wie etwa Christian Bärthel.
Das AfD-Mitglied Michael Ahlborn hatte im Januar 2014 Aktivitäten eines Neonazi-„Trauermarsches“ finanziert und war Anfang 2015 einer der Hauptredner des Magdeburger „Pegida“-Ablegers „Magida“. Ahlborn kandidierte auf der Landesliste der AfD zur Landtagswahl im März 2016. AfD-Landesvorsitzender Poggenburg sagte, es sei möglich, dass er auch selbst bei „Magida“ eine Rede halte. Bei den „Magida“-Versammlungen konnte laut Bundesinnenministerium „eine rechtsextremistische Steuerung oder Einflussnahme festgestellt werden“. Bei „Magida“ sprach auch der NPD-Landesvorsitzende Peter Walde.
Am 7. April 2016 war der AfD-Landtagsabgeordnete Jan Wenzel Schmidt „Redner und Ehrengast“ bei einer öffentlichen Versammlung der rechtsextremen und von Verfassungsschutzbehörden beobachteten Identitären Bewegung in Wernigerode. AfD-Landtagsabgeordneter Hans-Thomas Tillschneider traf sich mit einer Gruppe der „Identitären“ in Halle (Saale), um eine weitere Zusammenarbeit zu besprechen. Die von Tillschneider besuchte Gruppe war zuvor mit der Störung von Bürgerversammlungen und Straftaten in Erscheinung getreten.
Im April 2017 wurde bekannt, dass der als Referent für Inneres und Europaangelegenheiten bei der AfD-Landtagsfraktion angestellte John Hoewer in Rom an einem Kongress der neofaschistischen Bewegung CasaPound Italia teilgenommen hatte. Zu den weiteren Teilnehmern gehörten der ehemalige NPD-Politiker Michael Schäfer sowie eine Vertreterin der rechtsextremen griechischen Partei Goldene Morgenröte. Mehrere Innenpolitiker des Landtags erklärten im Juli 2017 parteiübergreifend, dass eine weitere Beschäftigung Hoewers untragbar sei, da er durch seine Kontakte ein Sicherheitsrisiko darstelle und die Gefahr bestünde, dass vertrauliche Angelegenheiten aus dem Innenausschuss der rechtsextremen Szene zugespielt werden könnten. Der Vorsitzende des Innenausschusses Hagen Kohl (AfD) wollte hingegen bei Hoewer keine rechtsextreme Gesinnung erkennen. Die Fraktionsspitze der AfD äußerte sich zu dem Thema bislang nicht.

### Mitgliedschaft eines ehemaligen DVU-Abgeordneten
Mirko Mokry, ehemaliger Landtagsabgeordneter der rechtsextremen Deutschen Volksunion, trat im September 2014 der AfD in Sachsen-Anhalt bei und im Mai 2015 zunächst wieder aus, um nach eigenen Angaben von der Partei Schaden abzuwenden. Die Aufnahme Mokrys hatte auch parteiintern für Kritik gesorgt. Im Herbst 2015 wurde Mokry Fördermitglied der AfD.

### Facebook-Äußerungen
Das Landesvorstandsmitglied Jobst von Harlessem teilte auf seiner Facebook-Seite eine Fotomontage, auf der Barack Obama, Joe Biden und John Kerry an einem Galgen aufgehängt werden. In einem Kommentar schrieb von Harlessem den Einsturz des World Trade Centers der US-Regierung zu. Dirk Hoffmann, Kreisvorsitzender AfD Wittenberg, verglich die Angriffe Israels auf den Gazastreifen mit dem Holocaust. Harlessem trat später vom Vorstandsamt zurück.
Mitte Oktober 2015 wurde eine Äußerung von René Augusti (ehemaliges Vorstandsmitglied des AfD-Kreisverbandes Salzwedel) in einer geschlossenen Facebook-Gruppe publik. Er schrieb: „Die Völkerwanderung muss aufgehalten werden. Die sich Deutsche nennen und dies fördern gehören an die Wand gestellt.“ Der Eintrag sei bis zu den Medienberichten nicht auf interne Kritik gestoßen. Der Kreisvorsitzende Anhalt-Bitterfeld, Daniel Roi, habe allerdings angemerkt, „solche Sätze mit ‚gehören an die Wand gestellt‘ besser (zu) vermeiden“, weil „die Presse sowas ausschlachtet“. René Augusti wurde vom Landesvorstand aus der Partei ausgeschlossen.

### Verwendung des Begriffes „Volksgemeinschaft“
Im Dezember 2015 veröffentlichte die AfD Sachsen-Anhalt einen Weihnachtsgruß und rief zur „Verantwortung für die Volksgemeinschaft“ auf. Laut dem Politikwissenschaftler Samuel Salzborn von der Universität Göttingen ist der Begriff der Volksgemeinschaft „eindeutig durch den Nationalsozialismus belegt“. AfD-Landesvorsitzender Poggenburg meinte hingegen, der Begriff sei „völlig unproblematisch und sogar äußerst positiv“.

### Kubitschek-Mitgliedschaft
Im Februar 2015 widersetzte sich der Bundesvorstand der Parteimitgliedschaft des neurechten Publizisten Götz Kubitschek und dessen Ehefrau Ellen Kositza. Kubitschek und Kositza waren durch den Kreisverband Halle-Saalekreis der AfD Sachsen-Anhalt aufgenommen worden. Die AfD Sachsen-Anhalt kritisierte die Entscheidung des Bundesvorstandes als unzulässigen Eingriff.

### Geplanter Ausschluss von Medien
Kurz nach Bekanntwerden der Teilnahme von Ulrich Siegmund an einem Treffen mit anderen Rechtsextremisten in Potsdam im November 2023, auf dem über Pläne zur Deportation von Millionen von Menschen gesprochen wurde, versuchte die AfD Sachsen-Anhalt Ende Januar 2024 Journalisten des ARD-Politmagazins Kontraste den Zutritt zu einem „Bürgerdialog“ in Dessau zu untersagen, weil man nur „seriöse Journalisten“ haben wolle. Das Landgericht Magdeburg erließ nach einer Klage des rbb eine strafbewehrte Verfügung gegen die Vorstandsmitglieder und Fraktionsvorsitzenden Ulrich Siegmund und Oliver Kirchner (Ordnungsgeld € 250.000 oder Ordnungshaft bis zu sechs Monate), sollten sie den Journalisten den Zutritt zu der Veranstaltung verwehren oder ihnen die Berichterstattung nicht im gleichen Umfang wie anderen Medienvertretern gestatten. Auf dem Programm des „Bürgerdialogs“ standen Themen wie „Ungebremste Migration“ oder „Innere Sicherheit wiederherstellen“.

## Innerparteiliche Konflikte
Auslöser der Auseinandersetzung war das am Parteivorstand vorbei vom damaligen Parlamentarischen Geschäftsführer Daniel Roi organisierte und veröffentlichte Thesenpapier „Ruf der Vernunft aus Sachsen-Anhalt“, das die AfD Sachsen-Anhalt im Juni 2016 vor einer Annäherung an Rechtsextremisten warnte. Poggenburg sah dies als parteischädigendes Verhalten Rois, unterstützte aber später das Thesenpapier. Der Parteivorstand erteilte Roi eine Rüge. Im November 2016 verlor in einer vorgezogenen Vorstandswahl Roi sein Amt an Robert Farle. Auch seine Lebensgefährtin Sarah Sauermann verließ den Fraktionsvorstand. Poggenburg bezeichnete die Abwahl Rois als direkte Folge des Thesenpapiers. Auch sprach Poggenburg darüber, den Fraktionsaustritt einiger Abgeordneten abgewendet zu haben.
Ende Dezember 2016 wurde eine Mitarbeiterin Rois entlassen, nachdem sie zehn Tage vorher den Abgeordneten Matthias Büttner eines sexuellen Übergriffs bezichtigt hatte. Nachdem Roi intern kritische Fragen zur Entlassung seiner Mitarbeiterin stellen wollte, empfand er hingegen, dass der Vorstand allen Abgeordneten der Fraktion die Anerkennung des offiziellen Ablaufs aufzwingen wollte. Roi machte mit dieser Begründung den Vorfall öffentlich. Darauf beantragte man den Ausschluss des Abgeordneten Roi, da er Interna nach außen weitergegeben habe. Fraktionschef Poggenburg empfand sein Vertrauen zu Roi als sehr beschädigt und wies die Vorwürfe Rois zurück.
Während des AfD-Parteitages im März 2017 wurden Chatdiskussionen unzufriedener AfD-Mitglieder bekannt, die die derzeitige Parteispitze in Sachsen-Anhalt ablösen wollten. Darunter gehörten auch hochrangige Parteimitglieder. Poggenburg forderte die Drahtzieher dazu auf, ihre Ämter niederzulegen, da ansonsten der Landesvorstand durchgreifen würde. Vor einem zweiten AfD-Parteitag im April 2017 kündigte Poggenburg in einer E-Mail nochmals an, gegen parteiinterne Kritiker vorzugehen. Nachdem keiner der Beteiligten zurückgetreten ist, wurden im Mai Roi, Jens Diederichs und Gottfried Backhaus ihre Posten in Ausschüssen entzogen.
Im Juni 2017 nach dem Austritt von Sauermann, Backhaus und Diederichs trafen sich Poggenburg und seine Stellvertreter Oliver Kirchner und Tobias Rausch mit Roi, Lydia Funke und Hannes Loth, um weitere Austritte aus der AfD-Fraktion zu verhindern. Dennoch kündigte Funke ihren Rücktritt als AfD-Kreischefin im Juli 2017 an. Die meisten Austritte wurden mit einem Rechtsruck der AfD-Fraktion in Verbindung gesetzt.
Kritiker von Poggenburg schlossen sich im Juli 2017 zu einer innerparteilichen Interessengemeinschaft „Alternative Mitte“ zusammen. Zu den fünf Sprechern gehört auch Dirk Hoffmann, dem bereits ein Amtsenthebungsverfahren als Kreisvorsitzender durch den Landesvorstand angekündigt wurde. Poggenburg kritisiert die Gruppe, da zahlreiche Mitglieder sich an „Umsturzplänen“ gegen den Landesvorstand beteiligt hätten. Nach einer Kritik an Poggenburg trat das Landesschiedsgericht komplett zurück.

## Organisation

### Landesparteitag
Höchstes Parteiorgan ist der Landesparteitag. Er wählt den Landesvorstand, die Rechnungsprüfer sowie das Landesschiedsgericht, das für parteiinterne Streitigkeiten zuständig ist. Der Parteitag findet als Mitgliederversammlung statt, wobei Mitglieder, die mindestens drei Monate mit ihren Mitgliedsbeiträgen in Verzug sind, kein Stimmrecht haben.
| Nr.                               | Datum                                     | Ort                     | Landesvorsitzende(r) / Spitzenkandidat(in) | Wahlergebnis | Thema                                                                                                |
| --------------------------------- | ----------------------------------------- | ----------------------- | ------------------------------------------ | ------------ | --- |
| 01. Landesparteitag               | 5. April 2013                             |                         | Michael Heendorf                           |              | Gründung des Landesverbandes; Wahl des Landesvorstandes Wahl der Landesliste zur Bundestagswahl 2013 |
| Außerordentlicher Landesparteitag | 21. Dezember 2013                         | Dessau-Roßlau           | Arndt Klapproth                            | 55 %         | Neuwahl des Landesvorstandes                                                                         |
| 02. Landesparteitag               | 28./29. Juni 2014                         | Güsten                  | André Poggenburg                           | 62 %         | Neuwahl des Landesvorstandes; Änderung der Landessatzung                                             |
| 03. Landesparteitag               | 14. Dezember 2014                         | Biere                   |                                            |              | Nachwahl von Landesvorstandsmitgliedern                                                              |
| 04. Landesparteitag               | 18./19. April 2015                        |                         |                                            |              | Beschluss der Erfurter Resolution; Wahl der Delegierten zum Bundesparteitag                          |
| 05. Landesparteitag               | 26./27. September 2015                    | Güsten                  |                                            |              | Nachwahl von Landesvorstandsmitgliedern; Beschluss des Wahlprogramms zur Landtagswahl 2016           |
| 06. Landesparteitag               | 1. November 2015 15. November 2015        | Barleben Biere          | André Poggenburg                           | 88 %         | Wahl der Landesliste zur Landtagswahl 2016                                                           |
| 07. Landesparteitag               | 23./24. Januar 2016                       | Wittenberg              |                                            |              | Nachwahl von Landesvorstandsmitgliedern                                                              |
| Außerordentlicher Landesparteitag | 21./22. Mai 2016                          | Eisleben                | André Poggenburg                           | 68 %         | Neuwahl des Landesvorstandes                                                                         |
| 08. Landesparteitag               | 12. November 2016                         | Haldensleben            |                                            |              | Beschluss eines Positionspapiers zur Familienpolitik                                                 |
| 09. Landesparteitag               | 25./26. März 2017                         | Badeborn                | Martin Reichardt                           | 54 %         | Wahl der Landesliste zur Bundestagswahl 2017                                                         |
| 10. Landesparteitag               | 27./28. Januar 2018                       | Gardelegen              |                                            |              | Debatte über die Änderung der Landessatzung und die Auflösung eines Kreisverbandes                   |
| 11. Landesparteitag               | 9. Juni 2018                              | Magdeburg               | Martin Reichardt                           | 82 %         | Neuwahl des Landesvorstandes                                                                         |
| 12. Landesparteitag               | 9. September 2018 16. September 2018      | Dessau-Roßlau Magdeburg |                                            |              | Wahl der Delegierten für die Europawahlversammlung                                                   |
| 13. Landesparteitag               | 4. November 2018                          | Dessau-Roßlau           |                                            |              | Neuwahl des Landesschiedsgerichts; Wahl der Delegierten für den Bundesparteitag                      |
| 14. Landesparteitag               | 2. Februar 2019                           | Möckern                 |                                            |              | Nachwahlen zum Landesschiedsgericht; Beschluss des Kommunalwahlprogrammes                            |
| 15. Landesparteitag               | 20. September 2020                        | Dessau-Roßlau           | Martin Reichardt                           | 91 %         | Neuwahl des Landesvorstandes                                                                         |
| 16. Landesparteitag               | 19./20. Dezember 2020 23./24. Januar 2021 | Magdeburg               | Oliver Kirchner Martin Reichardt           | 87 % 65 %    | Wahl der Landesliste zur Landtagswahl 2021 Wahl der Landesliste zur Bundestagswahl 2021              |

### Landesvorstand
Seit September 2020 setzt sich der Landesvorstand aus folgenden Mitgliedern zusammen:
| Landesvorsitzende                                            | Martin Reichardt (MdB)                                                                   |
| Stellvertretende Landesvorsitzende                           | Hans-Thomas Tillschneider (MdL), Kay-Uwe Ziegler (MdB)                                   |
| Generalsekretär                                              | Andreas Mrosek                                                                           |
| Schatzmeister                                                | Arno Bausemer                                                                            |
| Stellvertretender Schatzmeister                              | Jan Moldenhauer                                                                          |
| Schriftführer                                                | Gordon Köhler                                                                            |
| Stellvertretender Schriftführer                              | Matthias Büttner (MdL)                                                                   |
| Beisitzer                                                    | Oliver Kirchner (MdL), Matthias Lieschke (MdL), Hannes Loth (MdL), Ulrich Siegmund (MdL) |
| MdL = Mitglied des Landtages; MdB = Mitglied des Bundestages |                                                                                          |

### Kreisverbände
Der Landesverband hat in den kreisfreien Städten und den Landkreisen Sachsen-Anhalts jeweils einen Kreisverband.

### Parteivorsitzende
| Parteivorsitzende | Parteivorsitzende | Amtszeit                              |
| ----------------- | ----------------- | ------------------------------------- |
|                   | Michael Heendorf  | April 2013 – Dezember 2013            |
|                   | Arndt Klapproth   | Dezember 2013 – März 2014             |
|                   | Tobias Rausch     | März 2014 – Juni 2014 (kommissarisch) |
|                   | André Poggenburg  | Juni 2014 – März 2018                 |
|                   | Ronny Kumpf       | März 2018 – Juni 2018 (kommissarisch) |
|                   | Martin Reichardt  | seit Juni 2018                        |

### Fraktionsvorsitzende
| Fraktionsvorsitzende | Fraktionsvorsitzende | Amtszeit              |
| -------------------- | -------------------- | --------------------- |
|                      | André Poggenburg     | März 2016 – März 2018 |
|                      | Oliver Kirchner      | seit März 2018        |
|                      | Ulrich Siegmund      | seit August 2022      |

## Wahlergebnisse
| Landtagswahlen | Landtagswahlen | Landtagswahlen | Landtagswahlen | Landtagswahlen      |
| Jahr           | Stimmenanzahl  | Stimmenanteil  | Sitze          | Spitzenkandidat(in) |
| -------------- | -------------- | -------------- | -------------- | ------------------- |
| 2016           | 272.496        | 24,3 %         | 25             | André Poggenburg    |
| 2021           | 221.487        | 20,8 %         | 23             | Oliver Kirchner     |

| Kommunalwahlen | Kommunalwahlen | Kommunalwahlen | Kommunalwahlen |
| Jahr           | Stimmenanzahl  | Stimmenanteil  | Sitze          |
| -------------- | -------------- | -------------- | -------------- |
| 2014           | 55.273         | 2,3 %          | 16             |
| 2019           | 476.550        | 16,4 %         | 118            |

| Bundestagswahlen | Bundestagswahlen | Bundestagswahlen | Bundestagswahlen | Bundestagswahlen    |
| Jahr             | Stimmenanzahl    | Stimmenanteil    | Sitze            | Spitzenkandidat(in) |
| ---------------- | ---------------- | ---------------- | ---------------- | ------------------- |
| 2013             | 49.661           | 4,2 %            | 0                | Michael Heendorf    |
| 2017             | 244.401          | 19,6 %           | 4                | Martin Reichardt    |
| 2021             | 235.487          | 19,6 %           | 4                | Martin Reichardt    |
| 2025             | 496.100          | 37,1 %           | 7 *              | Martin Reichardt    |

| 2014 | 50.605  | 6,3 %  |
| 2019 | 198.684 | 20,4 % |
| 2024 | 331.951 | 30,5 % |

## Landtagsfraktion
Mitglieder der Landtagsfraktion

## Landesgruppe im Deutschen Bundestag

### 2017–2021
| Abgeordneter     | Einzug über   | Funktionen / Mitgliedschaften |
| ---------------- | ------------- | ----------------------------- |
| Martin Reichardt | Listenplatz 1 | Landesvorsitzender            |
| Frank Pasemann   | Listenplatz 2 | –                             |
| Matthias Büttner | Listenplatz 3 | –                             |
| Andreas Mrosek   | Listenplatz 4 | Generalsekretär               |

### 2021–2025
| Abgeordneter       | Einzug über           | Funktionen / Mitgliedschaften        |
| ------------------ | --------------------- | ------------------------------------ |
| Martin Reichardt   | Listenplatz 1         | Landesvorsitzender                   |
| Jan Wenzel Schmidt | Listenplatz 2         | Generalsekretär im Landesvorstand    |
| Kay-Uwe Ziegler    | Direktmandat Anhalt   | Stellvertretender Landesvorsitzender |
| Robert Farle       | Direktmandat Mansfeld | –                                    |

### Seit 2025
| Abgeordneter       | Einzug über                               | Funktionen / Mitgliedschaften |
| ------------------ | ----------------------------------------- | ----------------------------- |
| Thomas Korell      | Direktmandat Altmark – Jerichower Land    |                               |
| Jan Wenzel Schmidt | Direktmandat Börde – Salzlandkreis        |                               |
| Christina Baum     | Direktmandat Harz                         |                               |
| Claudia Weiss      | Direktmandat Magdeburg                    |                               |
| Volker Scheurell   | Direktmandat Anhalt – Dessau – Wittenberg |                               |
| Martin Reichardt   | Direktmandat Burgenland – Saalekreis      | Landesvorsitzender            |
| Kay-Uwe Ziegler    | Direktmandat Mansfeld                     |                               |